# أرنو دانجوما
أرنو دانجوما غروينيفيلد (بالهولندية: Arnaut Danjuma Groeneveld) (31 يناير 1997– ) هو لاعب كرة قدم هولندي يلعب في مركز الجناح مع نادي جيرونا الإسباني، ويلعب مع المنتخب الهولندي.

## وصلات خارجية
- أرنو غروينيفيلد على موقع الاتحاد الأوربي (الإنجليزية)
- أرنو غروينيفيلد على موقع إي إس بي إن إف سي (الإنجليزية)
- أرنو غروينيفيلد على موقع قاعدة بيانات كرة القدم.إي يو (الإنجليزية)
- أرنو غروينيفيلد على موقع ليكيب (الفرنسية)
- أرنو غروينيفيلد على موقع ناشيونال فوتبول تيمز (الإنجليزية)
- أرنو غروينيفيلد على موقع Soccerbase.com (لاعب) (الإنجليزية)
- أرنو غروينيفيلد على موقع Soccerway.com (الإنجليزية)
- أرنو غروينيفيلد على موقع عالم كرة القدم.نت (الإنجليزية)
- أرنو غروينيفيلد على موقع AS.com (الإسبانية)